# 徳之島町立東天城中学校
徳之島町立東天城中学校（とくのしまちょうりつ ひがしあまぎちゅうがっこう）は、鹿児島県大島郡徳之島町にある町立中学校である。奄美群島の徳之島にある。学校の校訓は「親和・自主・協同」である。

## 概要
生徒数は41名。（令和6年4月8日現在）

## 沿革
- 1948年（昭和23年） - 東天城村立第一中学校として創設
- 1951年（昭和26年） - 東天城村立花徳中学校と東天城村立母間中学校に分離
- 1958年（昭和33年） - 学校統合により、東天城村立花徳中学校と東天城村立母間中学校を廃止。東天城中学校として花徳52番地に創設。町村統合により、東天城村と亀津町が合併、徳之島町となる。従って、学校名は徳之島町立東天城中学校となる。
- 1966年（昭和41年） - 屋内体育館竣工
- 1975年（昭和50年） - 校庭南側ブロック塀完成
- 1988年（昭和63年） - 創立30周年記念式典並びに文化祝賀会を挙行
- 1995年（平成7年）   - 北校舎、県道側便所、水洗式改修工事完了
- 2008年（平成20年） - 創立50周年記念文化祭・記念碑除幕式・記念講演会・記念祝賀会
- 2021年（令和3年） - 令和2・3年度学校安全総合支援事業東母花地区「防災教育」実践公開（文部科学省指定）
- 2023年（令和5年） - 新校舎竣工

## 教育理念
「前進」する活力がある生徒を育てる。

## 卒業後の進路
卒業後は町内の鹿児島県立徳之島高等学校や私立の樟南第二高等学校に進学する生徒が多い。

## 校区
- 花徳小学校
- 母間小学校

## 通学区域
東天城中学校の通学区域は、以下の区域が指定されている。
- 徳之島町
  - 池間、反川、大当、花時名、前川、新村、上花徳、轟木

## 部活動
- 男子バレーボール部
- 女子バレーボール部